# Selah Sue
Selah Sue, nome d'arte di Sanne Greet Putseys (Lovanio, 3 maggio 1989), è una cantante belga.

## Biografia

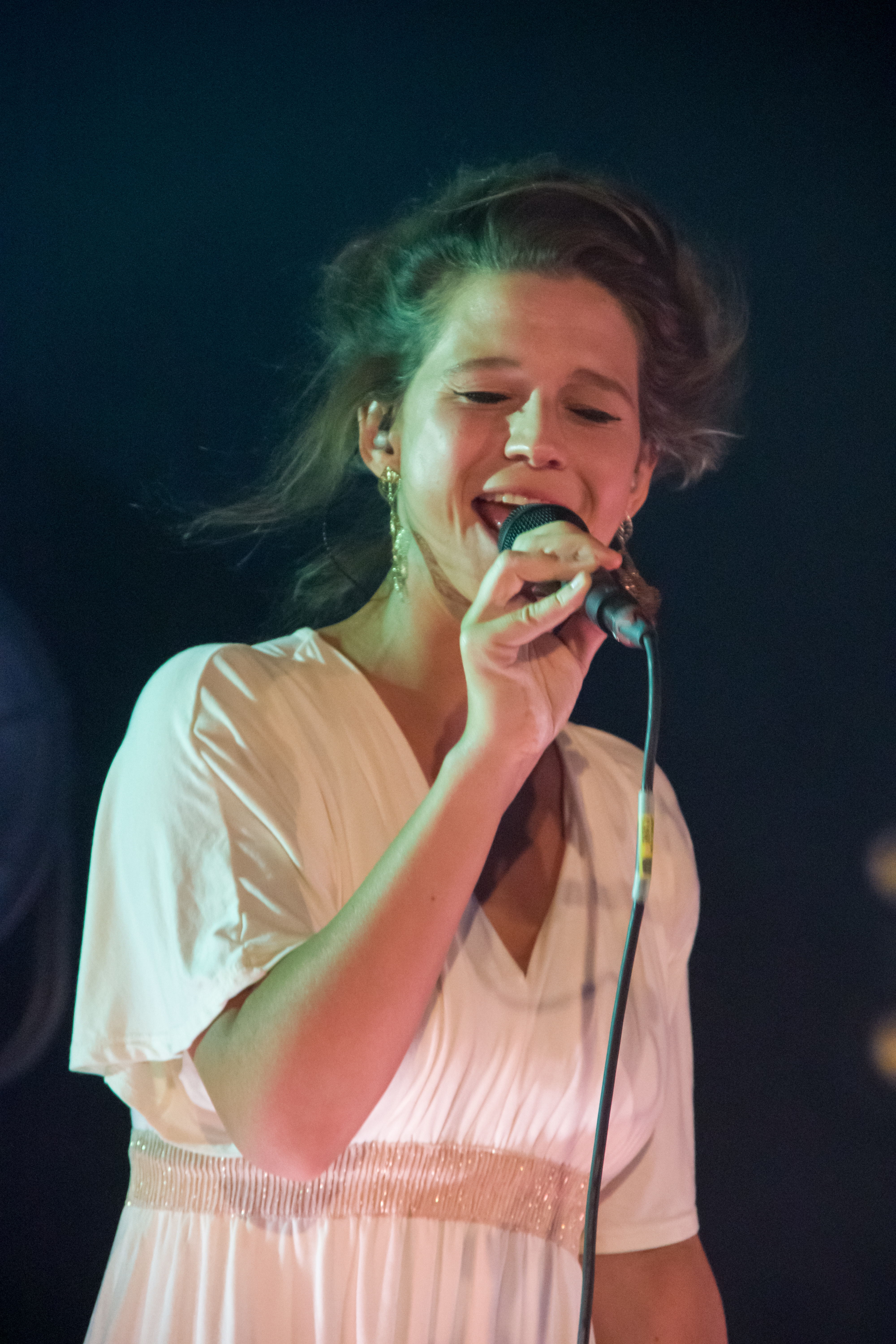
Selah Sue Zelt-Musik-Festival nel 2018 a Freiburg Friburgo in Brisgovia, Germania

Adolescente, comincia a scrivere le sue prime canzoni, in cui sono riversati tutti i suoi tormenti e le sue preoccupazioni giovanili. Intanto fioriscono le sue passioni per il reggae e il soul. Pubblicati i suoi testi su myspace, viene notata e contattata da "Because Music" che offre un contratto alla giovane artista. I suoi idoli sono Bob Marley, Lauryn Hill e Erykah Badu.

## Discografia

### Album
- 2011 – Selah Sue
- 2015 – Reason

### EP
- 2008 – Black Part Love
- 2010 – Raggamuffin
- 2012 – Rarities
- 2014 – Alone

### Singoli
- 2010 – Raggamuffin
- 2011 – Crazy Vibes
- 2011 – This World
- 2011 – Summertime
- 2011 – Zanna
- 2012 – Crazy Sufferin Style
- 2012 – Fade Away
- 2014 – Alone
- 2015 – Reason
- 2015 – I Won't Go for More
- 2015 – Fear Nothing
- 2016 – Together
- 2017 – So This Is Love

### Collaborazioni
- 2016 – Bang Bang (DJ Fresh vs Diplo featuring R. City, Selah Sue e Craig David)